# (73638) Likhanov
(73638) Likhanov – planetoida z pasa głównego asteroid okrążająca Słońce w ciągu 5 lat i 181 dni w średniej odległości 3,11 j.a. Została odkryta 8 listopada 1975 roku przez Nikołaja Czernycha w Krymskim Obserwatorium Astrofizycznym w Naucznym. Nazwa planetoidy pochodzi od Albierta Anatoliewicza Lichanowa (ur. 1935) – rosyjskiego pisarza.